# Friedrich Eduard Mayer

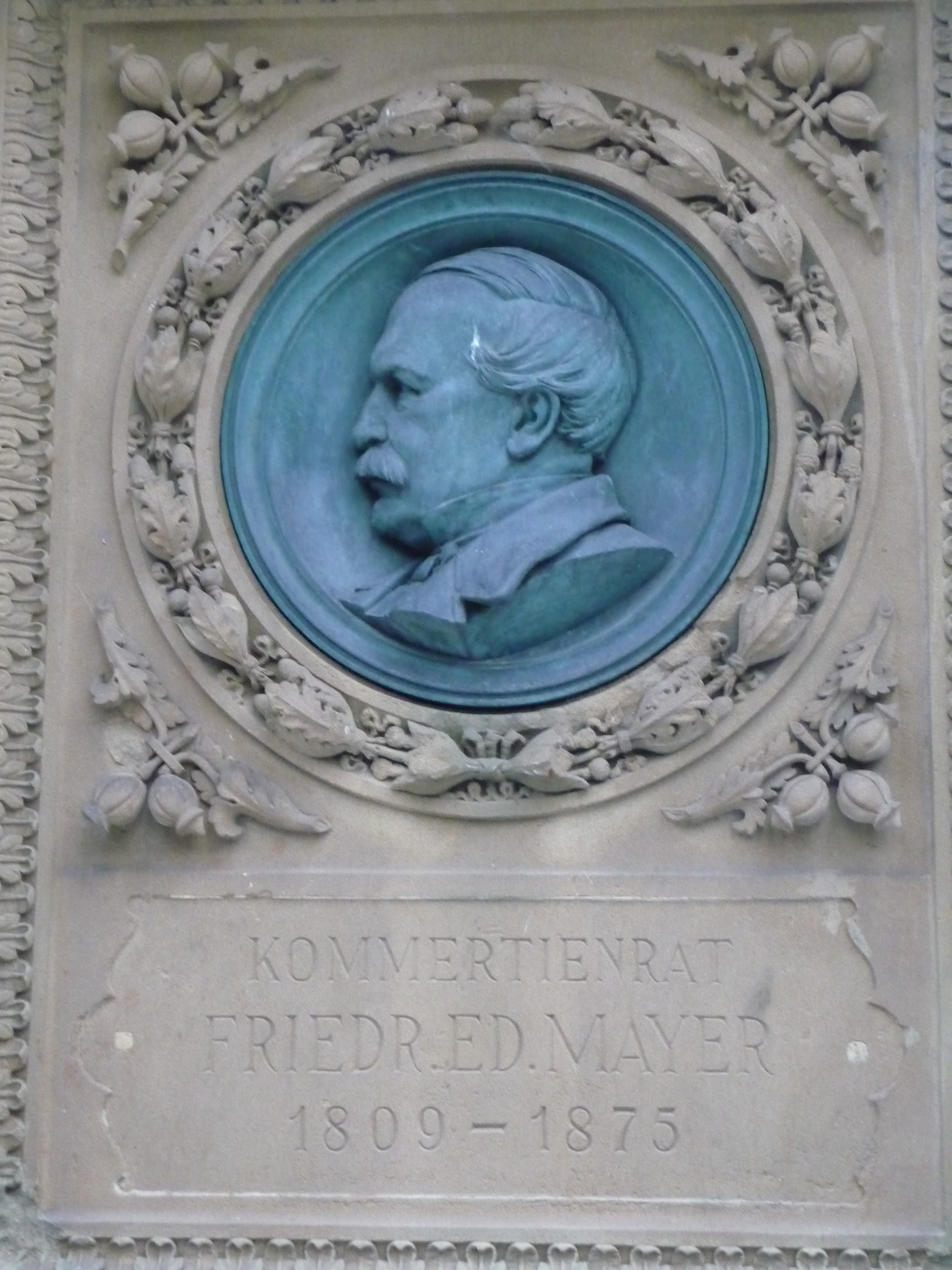
Porträt von Mayer auf seinem Grabmal auf dem Alten Friedhof von Heilbronn

Friedrich Eduard Mayer (* 27. April 1809 in Heilbronn; † 2. April 1875 ebenda) war Metallwarengroßhändler, Landtags- und Reichstagsmitglied.

## Leben
Mayer war der Sohn des Heilbronner Tuchhändlers Johann Friedrich Mayer (1762–1811) und dessen zweiter Ehefrau Wilhelmine Heinrike Holzwarth (1769–1846). Er war der dritte von vier Söhnen. Mayer stammt aus einer angesehenen Heilbronner Familie evangelischer Konfession und ist mit Philipp Melanchthon und Johannes Reuchlin verwandt. Er war ein Cousin zweiten Grades des Physikers Julius Robert von Mayer. Mayer besuchte das Obergymnasium in Heilbronn und machte anschließend eine Lehre in verschiedenen Geschäften im Ausland. Am 1. Mai 1838 heiratete er in Heilbronn Marie Lisette Weller (1819–1874). Mit ihr hatte er die Kinder Friedrich August Otto (* 1839), verheiratet mit Emma Karoline Pfisterer, Emma Klothilde (* 1840, verheiratet mit Hermann Faber), Paul Hermann (* 1841, später Hüttenverwaltungsassistent in Abtsgmünd und Wasseralfingen, verheiratet mit Marie Julie Erhardt, der Tochter des Oberbergrates Johannes Albrecht Erhardt) und Eduard Oskar (* und † 1843).
Mayer gründete 1837 in Heilbronn eine Stahl-, Eisen- und Messingwarenhandlung und zählte 1847 zu den Gründern des Heilbronner Gewerbevereins. 1870 wurde er zum Kommerzienrat ernannt. In Heilbronn war er an der Gründung der Heilbronner Gewerbebank, der landwirtschaftlichen Kreditbank und der Sparkasse beteiligt und dort jeweils als Vorstand eingesetzt.
Politisch galt Mayer als gemäßigt liberal, er gehörte der nationalliberalen Deutschen Partei an. Von 1849 bis 1873 war er Mitglied des Heilbronner Gemeinderats. 1870 wurde er ohne Gegenkandidaten (s. a. Adolf Otto) zum Heilbronner Abgeordneten des württembergischen Landtags (Wahlperiode von 1870 bis 1876) gewählt, und ab 1874 gehörte er bis zu seinem Tod für den Wahlkreis Württemberg 3 (Heilbronn, Besigheim, Brackenheim, Neckarsulm) dem Reichstag an. Als Abgeordneter des Landtags galt sein Interesse vor allem dem Staatshaushalt und den staatseigenen Unternehmen, wie beispielsweise den Hüttenwerken.
Mayer war Freimaurer in der Heilbronner Loge Carl zum Brunnen des Heils. Hier war er von 1863 bis zu seinem Tod Meister des Stuhls.
Mayers rüstige Konstitution erlitt einen ersten Einbruch durch den Tod seiner Ehefrau 1874. Im Januar 1875 erkrankte er an einem Nierenleiden mit Abzehrung. Dennoch nahm Mayer weiterhin seine Verpflichtungen als Abgeordneter wahr. Er starb an dieser Krankheit am 2. April 1875 in Heilbronn. Seine Grabstätte befindet sich auf dem Alten Friedhof in Heilbronn. Die nach seinem Tod erforderliche Ersatzwahl im Wahlkreis Heilbronn Stadt gewann ohne Gegenkandidaten Friedrich von Rauch.